# ژرژ-لوئی لکرک کنت دو بوفون
بوفون (به فرانسوی: Buffon) نویسنده، ریاضی‌دان، زیست‌شناس و ستاره‌شناس قرن هجدهم میلادی اهل فرانسه است. او اولین کسی بود که به شکلی جدی تلاش کرد تا عمر زمین را محاسبه کند، و این کار را با استفاده از چند توپ آهنی، یک ساعت جیبی و کوره آهنگری انجام داد. آزمایش بر مبنای نظر ایزاک نیوتون انجام شد که گفته بود تصور کنید جهان روزی کره‌ای فلزی و آتشین بوده اگر بتوانید محاسبه کنید که چقدر طول می‌کشد تا از آن وضعیت به شکل امروزی برسد، یعنی توانسته‌اید عمر زمین را محاسبه کنید. بوفون متقاعد شده بود که با ثبت کردن زمان خنک شدن توپ‌های سرخ شده در اثر حرارت در اندازه‌های مختلف و سپس در نظر گرفتن بزرگی زمین نسبت به این توپ‌ها می‌توان فهمید که چقدر طول می‌کشد تا زمین خنک شده و آماده برای زندگی شود. نتیجه‌ای که بدست آورد ۷۴۸۳۲ سال بود. نکته مهم دربارهٔ کار او این است که با انجام آزمایش‌ها و انتشار نتایج آن‌ها باعث شروع پرسش‌ها و بحث‌هایی مهم در آنزمان شد، اما نه دربارهٔ عمر زمین بلکه دربارهٔ اینکه چرا و چگونه موجودات به وجود آمده‌اند. کتاب‌های «روح» و «تاریخ طبیعی» از جمله آثار وی می‌باشد.
وی به عنوان یک جانورشناس نقش مهمی در زیست‌شناسی و علم جانورشناسی ایفا کرده‌است. با تألیف یک دائرةالمعارف ۴۰ جلدی تلاش در معرفی گونه‌های جانداران کرد. بوفون اولین کسی بو که بحث تغییر در گونه‌ها را بیان کرد و با توجه به دیدمان مرجع آن دوران صحبت بسیار روشن گرایانه‌ای بوده‌است.